# Fort Revere Park
Der Fort Revere Park ist ein geschützter historischer Ort auf einer Halbinsel der Stadt Hull im Bundesstaat Massachusetts der Vereinigten Staaten. Der Park wird vom Department of Conservation and Recreation verwaltet und ist Teil des Metropolitan Park System of Greater Boston. Das ehemalige Fort Revere befindet sich auf dem Telegraph Hill und beinhaltet die Überreste von zwei Küstenbefestigungen, einen Wasserturm mit Beobachtungsplattform, ein Militärmuseum sowie einige Picknickplätze. Der Park ist ganzjährig von Sonnenaufgang bis Sonnenuntergang geöffnet und durch die Unterstützung von lokalen Sponsoren kostenfrei zugänglich.